# Guido Ferrazza
Guido Ferrazza (Bocenago, 19 marzo 1887 – Cassano d'Adda, 1º febbraio 1961) è stato un architetto e urbanista italiano.

## Biografia
Trentino, si laureò in architettura civile al Regio istituto tecnico superiore nel 1912, e ottenne l'abilitazione a docente di disegno architettonico all'Accademia di belle arti di Bologna.
Lavorò spesso in collaborazione con Alberto Alpago Novello e Ottavio Cabiati, e fu tra i principali professionisti operanti in Cirenaica e in Eritrea nell'ambito dell'architettura coloniale. Dal 1939 al 1941 lavorò ad Addis Abeba, in Etiopia.
Rientrò in Italia nel luglio 1943 e partecipò alla Resistenza in Lombardia, dove fu membro del Comitato di liberazione nazionale Alta Italia. Dal 1946 al 1949 lavorò presso il provveditorato opere pubbliche del Trentino-Alto Adige.
Tra il 1949 e il 1951 si occupò di dirigere i lavori del piano regolatore di San Juan, in Argentina.
Morì il 1º febbraio 1961 a Cassano d'Adda a causa di un incidente ferroviario.

## Opere principali

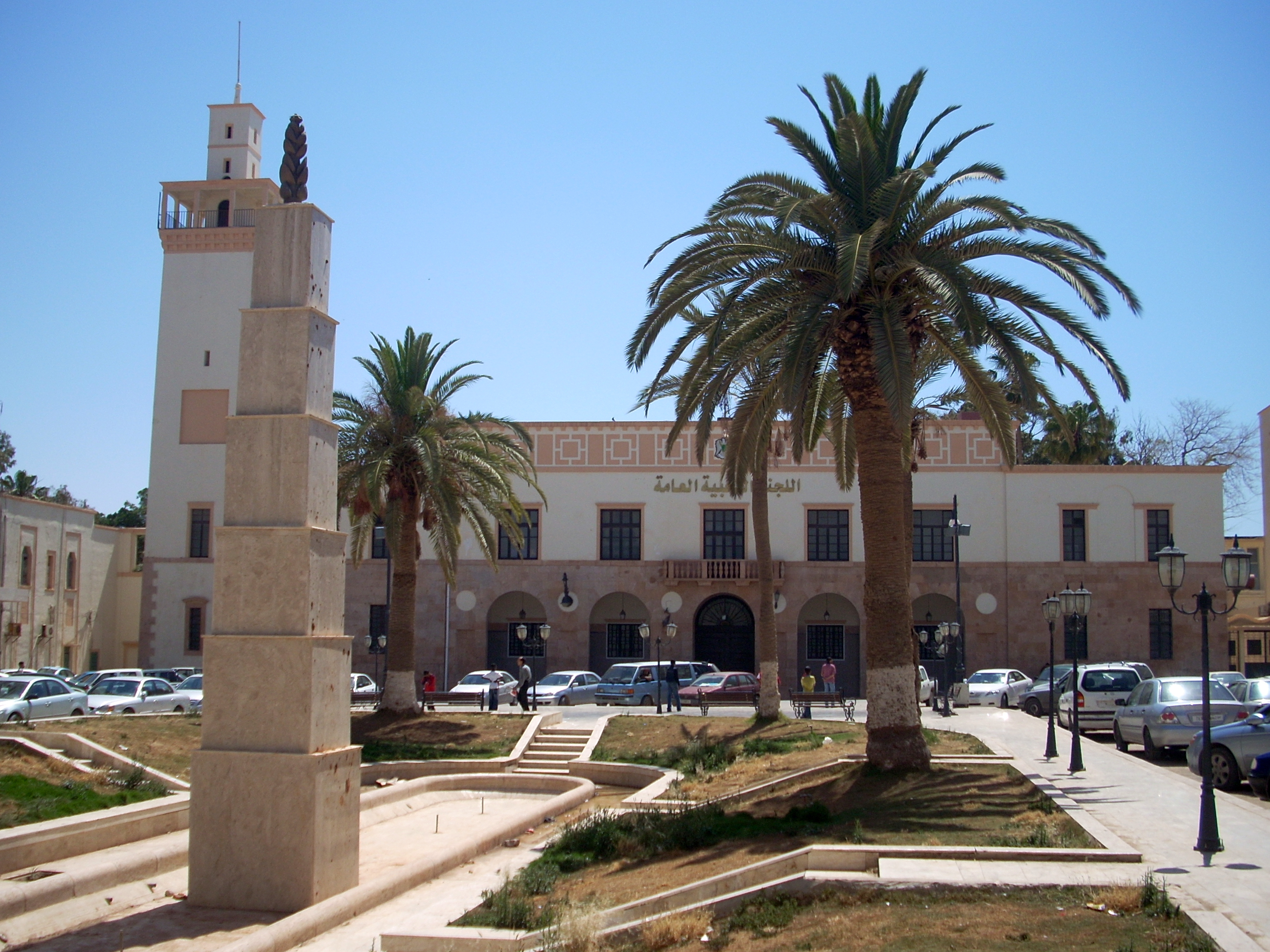
Il palazzo del governatore di Bengasi

- Istituto Dante Alighieri (1921) a Treviso, con Alberto Alpago Novello e Ottavio Cabiati
- Altare per la chiesa del seminario (1921) a Trento
- Banca industriale (1921) a Trento
- Lungomare della Vittoria (1927-1933) a Bengasi, con Ottavio Cabiati
- Case per ufficiali (1928-30) a Bengasi
- Istituto dei fratelli delle Scuole cristiane (1928-30) a Bengasi
- Istituto Lasalle (1928-1933) a Bengasi
- Ufficio Postale di Agordo a fianco alla farmacia (1930 circa)
- Palazzo del governatore (1928-34) a Bengasi, con Alberto Alpago Novello e Ottavio Cabiati
- Cattedrale di Bengasi (1929), con Ottavio Cabiati
- Quartiere INCIS (1932-34) a Tripoli, con Alberto Alpago Novello, Ottavio Cabiati e Luigi Piccinato
- Sede della Cassa di risparmio della Libia (1930-33) a Barce
- Mercato (1933) a Barce
- Mercati coperti (1935-37) ad Asmara
- Palazzo delle Poste e telefoni (1935-37) ad Asmara
- Sede del Banco di Roma (1937) ad Assab
- Palazzine per ufficiali (1937) a Harar
- Quartiere INCIS (1937-1938) a Harar
- Sede della Banca d'Italia (1937-38) a Dire Daua
- Abitazioni per i funzionari della Banca d'Italia (1937-38) a Dire Daua
- Mercato (1937) a Adarna
- Casa all'Alpe di Siusi (1946)
- Convento e chiesa per i padri conventuali di Padova (1951) a Buenos Aires[1]